# Кучеренко, Алексей Юрьевич
Алексей Юрьевич Кучеренко (укр. Олексій Юрійович Кучеренко; род. 3 апреля 1961, Винница) — украинский государственный и политический деятель. Народный депутат Верховной рады Украины III (беспартийный), V (Блок «Наша Украина»), VI (Наша Украина — Народная самооборона), IX (Батькивщина) созывов. Кандидат социологических наук. Глава Союза собственников жилья Украины.

## Биография

### Образование
В 1983 году окончил Киевский государственный университет.
В 2001 году окончил Академию государственного управления при Президенте Украины.

## Карьера
С 1980 по 1983 год оператор ЭВМ НПО «Горсистемотехника», затем лаборант отдела формирования и термообработки Киевского филиала Всесоюзного НИИ строительных материалов.
С 1983 по 1987 год стажер-исследователь, после младший научный сотрудник Института кибернетики АНУ.
С 1988 по 1991 год директор компьютерного клуба «Киев».
В 1992 году генеральный директор СП «WDC», г. Киев.
С 1993 по 1996 год генеральный директор СП «Интеркас-Киев».
С декабря 1996 по октябрь 1997 года президент ОАО «Полтавский горно-обогатительный комбинат».
С октября 1997 по апрель 1998 года председатель правления АОЗТ «Интергаз».
В 2000 году основал и возглавил Институт социально-экономических исследований.
14 июня 2000 по 19 марта 2001 года — председатель Запорожской облгосадминистрации
С сентября 2002 года президент ХК «АвтоКрАЗ».
С февраля 2005 по декабрь 2005 года председатель Государственного комитета по вопросам жилищно-коммунального хозяйства. Затем работает в Министерстве по вопросам жилищно-коммунального хозяйства Украины.
С 18 ноября 2007 по 11 марта 2010 года — министр по вопросам жилищно-коммунального хозяйства Украины.